# Fiume volante

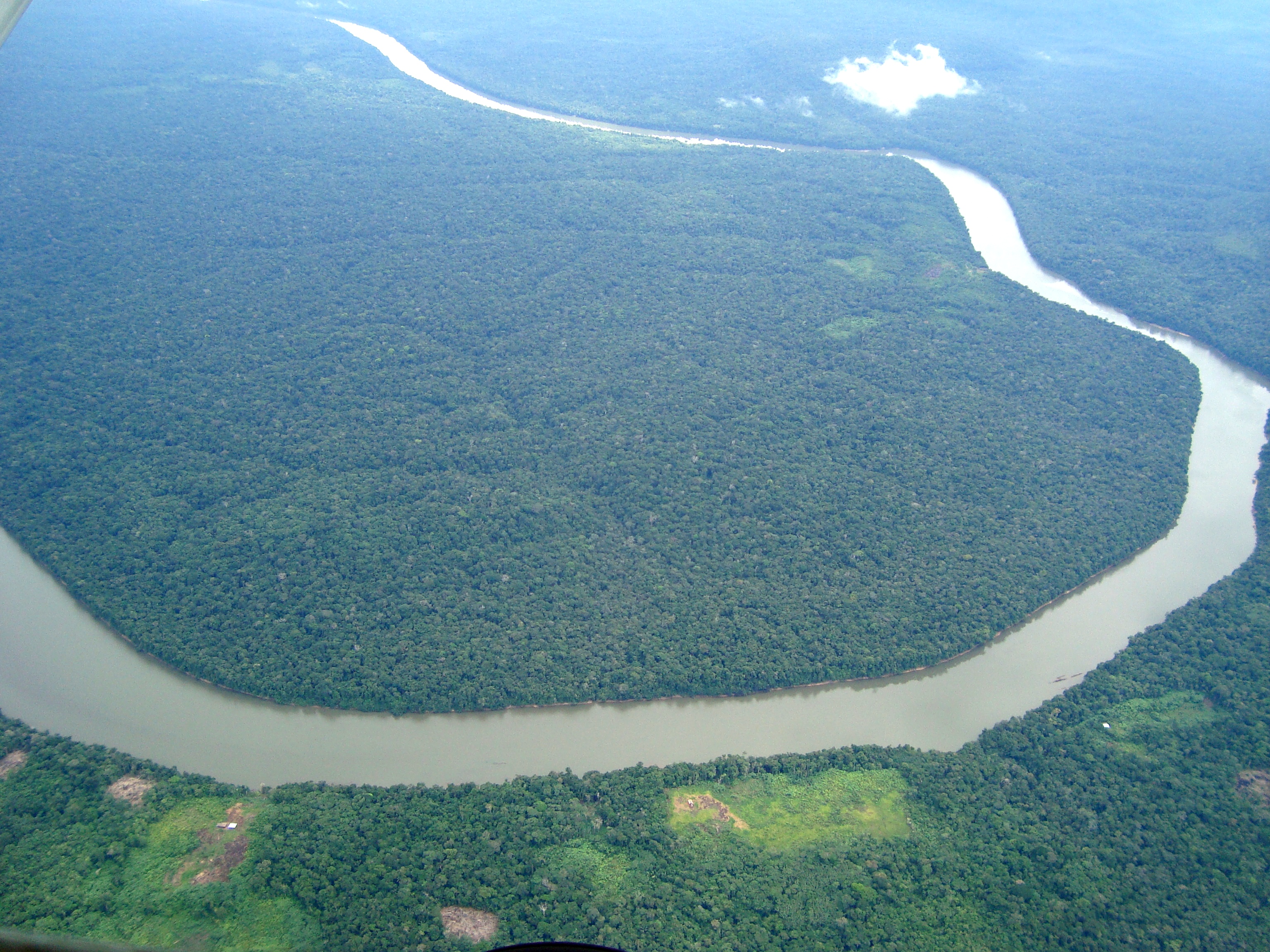
Vista aerea dell'Amazzonia

Il fiume volante è un movimento di larghe quantità di vapore acqueo trasportate nell'atmosfera dal bacino dell'Amazzonia in altre parti dell'America meridionale. Il concetto degli atmospheric rivers (fiumi atmosferici) che trasportano acqua in forma di vapore fu introdotto nel 1992. In seguito il termine rios voadores, che indica i fiumi volanti composti di vapore acqueo fu usato per la prima volta da José A. Marengo del Centro Nazionale di Monitoraggio e Allerta sui disastri naturali (CEMADEN) del Brasile. 
La foresta rilascia nell'atmosfera i vapori acquei derivanti dalla traspirazione e questo composto, che forma un fiume virtuale, è depositato in altre località in forma di precipitazioni.

## Concetto
Un albero può rilasciare 1000 litri di vapore acqueo nell'atmosfera ogni giorno. Si è scoperto che siccome ogni metro quadro di superficie del mare fa evaporare un litro di acqua ogni giorno, la stessa area di foresta fa evaporare molta di più e cioè fino a 10 volte tanto   per via dei diversi strati di foglie nella chioma degli alberi. La principale corrente d'aria nel bacino dell'Amazzonia è verso sud-ovest: quando questa massa d'aria raggiunge le Ande, la catena montuosa agisce da "barriera naturale" ridirigendo gli enormi volumi di aria umida verso il Brasile centrale e meridionale e anche verso la parte settentrionale dell'Argentina, del Paraguay, dell'Uruguay, causando precipitazioni in questa area. Alcune parti di quest'aria riescono a superare la cordigliera delle Ande e causare precipitazioni in Perù. Altre masse d'aria si spostano a nord dal bacino delle Amazzoni. passando su Colombia, Venezuela, Guyana, Guyana francese e Suriname.

## Conseguenze climatiche della deforestazione

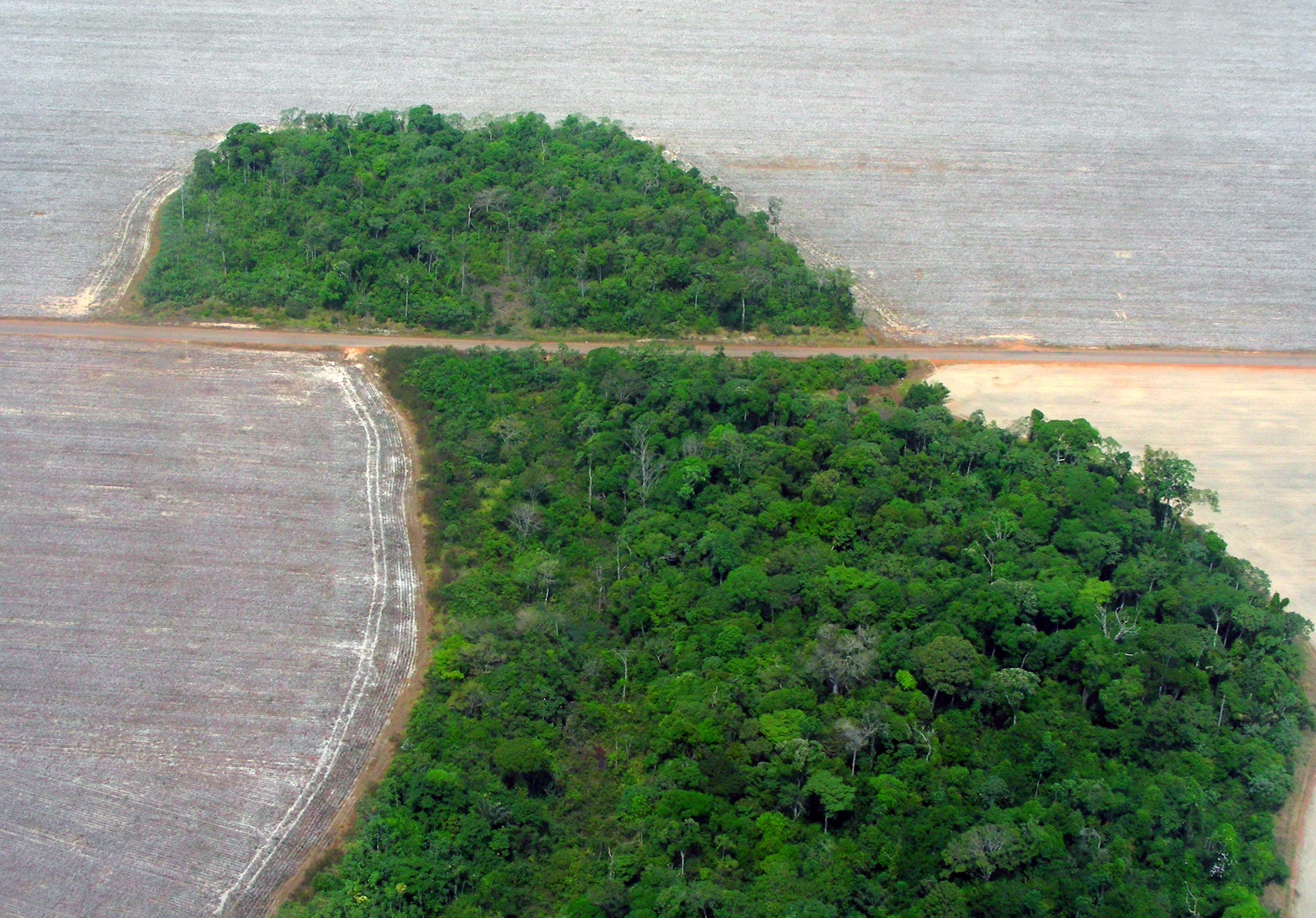
La deforestazione nel Mato Grosso

Nel 2009, Antonio Nobre, studioso brasiliano del clima, affermò che senza i fiumi volanti gran parte del Brasile meridionale, che produce circa il 70% del Green National Product,  sarebbe diventato un arido deserto. Il disboscamento a scopo agricolo della foresta amazzonica accelera questo processo. Inoltre il fumo degli incendi appiccati da alcuni agricoltori per ripulire le terre manda delle particelle nell'atmosfera, causando la diminuzione delle precipitazioni e così gli alberi, cresciuti con più umidità. sono più vulnerabili al fuoco. Si crede che le severe siccità in Brasile dal 2010 in poi siano dovute al prosciugamento dei fiumi volanti.

## Il progetto fiumi volanti
Il Brasile, ogni anno, ha più precipitazioni di qualsiasi altro paese, con una stima di 15000 chilometri cubi. Nel 2007, il pilota Gérard Moss, con la moglie Margi si è unito agli scienziati per avviare un progetto di studio sulla fonte dell'acqua atmosferiica sopra il Brasile ed esaminare la possibilità che le siccità nel paese siano causate dalla deforestazione dell'Amazzonia. Si tratta del Flying Rivers Project, progetto fiumi volanti. Scopo primario del progetto è accertare l'origine del vapore acqueo e dell'acqua piovana nelle zone attraversate dai fiumi volanti. Altro obiettivo è la valutazione scientifica di quali processi sono coinvolti in questo movimento di acqua e di educare il pubblico nella comprensione dell'importanza della foresta amazzonica come fonte dell'acqua, vitale per la sussistenza delle persone e per l'economia.